# Благовещеньев день
Благове́щеньев день (Благовещенье) — день народного календаря у славян, приходящийся на 25 марта (7 апреля). В этот день христианами почитается Благовещение Пресвятой Богородицы. Двунадесятый праздник, один из главных праздников в календаре православных славян, менее значим в католических традициях. Последний позимний-предвесенний праздник. По народным поверьям на Благовещенье «весна зиму поборола», в третий и в последний раз закликается весна, это «самый большой у Бога праздник».
К этому дню, как переломному моменту года, приурочены многочисленные магические ритуалы и гадания.

## Другие названия
рус. Зимобор, Заклинание Весны, Третья встреча весны, Весна, Праздник большого дня, Благовещенье; бел. Гуканьне Вясны, Свята вясны, Дабравешчанне; болг. и макед. Благовец, Благоец; болг. Благовести; макед. Половина Велигден; серб. Благовjештење, Благовести; хорв. Blagovest, Blagovijest, Svetica, Sadovnica, Marceniča; словен. Marijino oznanjenje; пол. Matka Boska Roztworna, ktora roztwiera ziemię — «Божья Матерь Открывающая, которая раскрывает землю», Matka Boska Zagrzewna — «Божья Матерь Согревающая», Matka Boska Stromna — «Божья Матерь Ручьистая»; в.-луж. Marije wozjewenje, Marije připowědanje, Marije wipowedanje, Zelena Marja; словац. Malá Mara.
Болгары, живущие в Банате (зап. Румыния), называют Благовещение — Лушканица — от глагола лушкам «качать», из-за местного обычая качаться в этот день на качелях. Там же день Благовещения — Нави́щень, то есть день навий, посвященный умершим предкам (навии — духи предков), или Куковден «день кукушки», то есть день первого весеннего кукования кукушки.
Название «Благовещение» является калькой с греч. Εὐαγγελισμός < Εὐαγγελιου — «добрая, благая весть».

## Значение праздника
Праздник Благовещения занимает в годовом праздничном цикле особое место. Он оказывается одной из четырёх ключевых точек года: Рождество (Коляда) — Благовещение — Иван Купала — Воздвиженье (или Усекновение) и знаменует начало летнего полугодия, пробуждение земли от зимнего сна. В этот день, по народным верованиям, выходят из земли все укрывшиеся на зиму обитатели, все гады земные — змеи, лягушки, насекомые и т. п., а «щука хвостом лёд разбивает». Все они должны будут снова скрыться на Воздвижение или Усекновение.
В народной православной традиции Благовещеньев день нередко сопоставляется с Пасхой: «Каков день на Благовещение, такой и на Пасху» (в.-слав.); «Благовещенье — полупасха» (болг. Благовец — полвин Великден), «Благовещенье — первый день Пасхи» (макед. Благовец — прв ден Велигден), ср. также «Каково Благовещение, такова и Пасха» (пол. Jakie Zwiastowanie, takie Zmartwychwstanie). У русских этот праздник часто ставится выше Пасхи: «Благовещение — самый большой праздник у Бога, даже грешников в аду не мучат». По полесским поверьям на Благовещенье солнце на восходе «играет», то есть переливается разными цветами (приметы Пасхи и Ивана Купалы); сербы считали, что в этот день, как и под Рождество, животные говорят на своем языке.
Считалось, что на Благовещенье прилетают птицы из вирия и приносят с собою ключи от неба. Так же, как у восточных славян Благовещение, у славян-католиков день святого Иосифа Обручника (19 марта) воспринимался как начало весны: в этот день прилетали первые птицы, бились яйцами в преддверии Пасхи, начинали пахоту и сев зелени; жители польского Поморья и белорусы приписывали этому дню начало движения вод и уход зимы.

## Магия первого дня
К этому дню как переломному моменту года приурочены многочисленные магические ритуалы и гадания. В Болгарии и Македонии старались в этот день быть сытым, хорошо одетым, иметь при себе деньги, пересчитывать их, услышав кукование кукушки, тогда весь год будешь сытым, здоровым, богатым (то же на Карпатах). Выносили во двор тканую и шитую зимой одежду, девичье приданое, чтобы весь год был достаток (Капанцы), надевали новую одежду, чтобы весь год иметь обновки (Тырново). Чтобы быть быстрым, «легким» и здоровым целый год, в Полесье обегали вокруг дома (Кобринский район), в Восточной Сербии и Юго-Западной Болгарии качались на качелях. В этот день считалось обязательным есть рыбу «для здоровья». Македонцы из Битоля верили, что в полночь на Благовещенье раскрываются небеса, появляется Господь, все деревья ему кланяются до земли. Бога можно просить обо всём, и он исполнит желание. По верованиям южных славян, в эту ночь горят огни в тех местах, где зарыты клады. В Прилепе (Македония) считали, что змеи в эту ночь выносят из земли богатство. У болгар, поляков и русских считалось, что совершенная в Благовещеньев день кража обеспечит удачное воровство на весь год.

## Кликанье весны
Образ птицы (жаворонка, кулика) является символов прихода весны. В России, на Украине и в Белоруссии в день Сорока мучеников, на Благовещенье или Пасху пекут птичек из теста, называемых жаворонками. «Жаворонков» оставляют в сарае с коровой, несут на скотный двор, где ходят домашняя птица и подкидывают кверху, кормят скотину. Дети и девушки «жаворонков» подбрасывают вверх со словами: «Жаворонки, жаворонки, прилетите, с собой весну принесите!».
Считалось что для того чтобы вызывать прилёт птиц и начало весны, надо было этот прилёт изобразить, имитировать его. Главное средство «закликанья» весны состояло в том, что в один из весенних дней пекли жаворонков или куликов. Этих «птиц» давали детям, которые клали их на возвышенные места, либо привязывали на нитках, либо подбрасывали в воздух. При этом дети пели веснянки — обрядовые песни, которые должны были призвать, приблизить весну.
На территории современной Белоруссии и Смоленской области на Благовещенье «гукали весну» или начинали её «гукать» и часто гукали ежедневно до первой пахоты: молодёжь забиралась на возвышенные места, на крыши бань, гумен, на поленницы дров со специальными песнями. Иногда «гукание весны» сопровождалось разжиганием костров: на Могилевщине и Гомельщине так «палили зиму», а в Калужской губернии «грели весну». Вокруг костров водили хороводы, пели песни, прыгали через огонь.

## Русские обычаи
Среди крестьян ходило сказание о том, как Богоматерь засевает все нивы земные с небесной высоты. Гавриил-архангел водит, по словам этого сказания, соху с запряжённым в неё белым конём, а Мать Пресвятая Богородица разбрасывает из золотой кошницы всякое жито пригоршнями, а в то же самое время «устами безмолвными, сердцем глаголящим» молит Господа Сил о ниспослании благословения на будущий урожай.
В сёлах Красненского района Белгородской области пекли просвиры, в одной из них запекали копейку. Кому доставалась такая просвира — тот должен был ехать совершать весенний обряд засевания поля.
В этот день пекли мирские (из общей муки) благовещенские просфоры и несли их для освящения к обедне («вынимать за здравие»). Принеся домой такую просфору, клали её сначала под божницу, а после — в закром с овсом, оставляя там до первого ярового засева. Сея яровые, крестьянин брал с собой просфору из закрома и, привязав к сеялке, носил во время посева. Считается что этот обряд должен был оградить нивы от всякого «полевого гнуса» (вредных для злаков насекомых) и заручиться надеждой на урожай. Если у кого в хате была Благовещенская икона («образ праздника»), то на тогда её ставили в кадку с яровым зерном, предназначающимся для посева, приговаривая при этом:
Мать Божья!

Гавриил-Архангел!

Благовестите, благоволите,

Нас урожаем благословите:

Овсом да рожью,

Ячменём, пшеницей

И всякого жита сторицей!.
С наступлением утра угощались печеньем в форме жаворонков, отпускали живых птиц из клеток на волю, призывали весну:

Жаворонушки, летите!

Нам зима-то надоела,

Много хлебушка поела!

Вы летите и несите

Весну красную, лето жаркое!

Весна-красна, ты на чём пришла?

Ты на сошечке, на бороночне…

Весна-красна, что ты нам принесла?

Принесла я вам три угодья:

Первое угодьюшко —

Животинушка в полюшке;

Другое угодьюшко —

С сошечкой в полюшке;

Третье угодьице —

Пчёлки на полёте;

Да ещё угодьице —

Миру на здоровьице!
В этот день женщины «выкликали просо», пели хороводную песню «А мы просо сеяли, сеяли». Молодёжь заводила игру — «круглые горелки», играли в лапту.
«При начале весны, особенно 25-го марта — в день благой вести о воплощении „праведного солнца“ Христа — и на праздник его Светлого Воскресения, существует обычай выпускать птиц на волю из клеток».
На рассвете умывались водой — талой, родниковой, колодезной или на реке, чтобы «снять все хвори». Существовал обычай ставить в кадку с водой икону Благовещенья и молиться об урожае. Существовало поверье что вода, освещённая на Благовещенье, могла поднять на ноги больного, так как считалась исцеляющей. Старообрядцы-липоване считали, что Благовещенской водой «можно причастить умирающего человека, если нет поблизости батюшки».
Ко дню Благовещения, как ко дню Пасхи, обновляли одежду и домашние вещи.
Русские с Благовещенья не зажигали в доме огонь в рабочее время, така как становилось уже достаточно светло (у словенцев такое значение придавалось дню святого Григория).

## Белорусские и украинские обычаи
Белорусы, украинцы и поляки в этот день встречали аистов.
На западе Полесья (Брестская, Волынская обл.) и в примыкающем к нему районах польского Подлясья ко дню Благовещенья готовили обрядовое печенье, изображающее аиста (бусела), его лапу или её оттиском на поверхности. Это связано с поверьем, что ко дню Благовещения аист возвращается из тёплых стран и успевает отложить в гнездо первое яйцо. И якобы аист даже думает: «Хоть льдом подавлюсь, а на Благовещенье вернусь» (Витебская обл.). В западно-белорусском Полесье говорили: «Как уже аиста кто самый первый увидел — то он первый весну встретил». Хлебцы называются: бу́слева ла́па, буськовы крылья, бусел, птушки, басманы, галёпы (от нога, голень).
Также пекли печенья в виде бороны, серпа, плуга, косы, сошника. Печенье в основном раздавалось детям. Дети ходили по домам с просьбой: «Дайтэ буська попробовати твоего, чыи будуть смачнийшыи».
С бусловыми лапами и галепами дети «буська» кликали — ходили с ними по улице, подбрасывали вверх, протягивали пролетающим птицам и при этом выкрикивали: «Бусел, бусел, на тоби галёпу, дай мни жытэчка копу. Бусел, бусел, на тоби борону, дай мине жыта сторону, бусел, бусел, на тоби пэрожок, дай мни жытэчка стожок».
В Полесье считали, что на Благовещенье, как и на Пасху, «солнце играет».
На востоке Белоруссии и на западно-русских территориях на Благовещение жгли костры (ср. Пасхальный костёр). Кое-где сохранилось поверье, что в этот день нужно перепрыгнуть через костёр, чтобы избавиться от сглаза, и окурить платье, чтобы предостеречь себя от колдовства.
Очистительный и охранительный огонь зажигался на Благовещение в Белоруссии. На Могилёвщине, обычай разжигать такой ритуальный огонь назывался «чистить землю». В огне жгли солому, мусор, тряпки, старую обувь, конский и коровий навоз.

## Обычаи южных славян
Македонцы и болгары считали, что в полночь накануне Благовещения открываются небеса и является Господь Бог. Болгары из окрестностей города Трявна проводили всю ночь на улице, глядя на небо, чтобы увидеть Бога и попросить о сокровенном желании. Македонцы из окрестностей города Битолы считали, что Богу при этом поклоняются до земли все деревья и кустарники.
Русскому и белорусскому кликанью весны соответствует сербский обычай «Ранило», известный в Поморавье и на Косовом Поле: девушки рано утром на Благовещение взбираются на крыши домов и поют песни с зачином «Рано, на рано…». Вопреки мнению, что до Пасхи нельзя веселиться, Ранило очень радостно отмечали. Празднование, как правило, начиналось в полночь или перед рассветом, исполнением девичьих песен и заканчивалось общим весельем и смехом. Иногда из собранного накануне хвороста и сухих дров разжигали большой костёр, как правило, на возвышенностях и сельских перекрёстках. Огню радовались и прыгали через него мужчины и женщины, а порой дети и старики. Существовал обычай шуметь и стрелять на Ранило — это делалось для здоровья людей, так как считалось, что тогда змеи в этом году не укусят.
В восточной Сербии период с 9 по 25 марта известен под названием «Бесова кобыла».

## Обычаи западных славян
Чехи считают, что Благовещение «возвещает весну, но не прогоняет зиму». В польском Поморье верили, что в этот день прилетают аисты, несущие на своих хвостах ласточек (ср. Феофанов день у западных славян). Ласточек на Благовещение ждали и в Словакии. Словаки считали, что ласточек выпускает из фартука Дева Мария. У лужицких сербов сохранилась старинная примета о необходимости в этот день сеять лён.

## Поговорки и приметы
- Как Благовещенье проведёшь, так и жить будешь целый год[38].
- Весна от Благовещенья до Купальницы[39].
- Каково Благовещенье, такова и светлая неделя[40].